# Спорадическая группа
Спорадическая группа — одна из 26 исключительных групп в теореме о классификации простых конечных групп.
Простая группа — это группа G, не содержащая каких-либо нормальных подгрупп, отличных от самой группы G и тривиальной (единичной) подгруппы. Теорема классификации утверждает, что список конечных простых групп состоит из 18 счётных бесконечных семейств, плюс 26 исключений, которые не попадают в эту классификацию. Эти исключения называются спорадическими группами. Они также известны под названиями «спорадические простые группы» или «спорадические конечные группы». Поскольку группа Титса не является строго группой лиева типа, иногда она также считается спорадической и в этом случае является 27-й спорадической группой.
Группа Монстр является наибольшей среди спорадических групп и содержит в качестве подгрупп или подфакторгрупп все, за исключением шести, другие спорадические группы.

## Имена спорадических групп
Пять спорадических групп обнаружил Матьё в 1860-х годах, остальные 21 найдены между 1965 и 1975 годами. Существование нескольких из этих групп было предсказано до их построения. Позднее было доказано, что этим окончательно завершён полный поиск. Большинство групп носят имена математиков, первыми предсказавшими их существование.

Диаграмма показывает подфакторные связи спорадических групп.

Полный список групп:
- группы Матьё M11[англ.], M12[англ.], M22[англ.], M23[англ.], M24[англ.]
- группы Янко J1[англ.], J2 или HJ, J3 или HJM[англ.], J4[англ.]
- Группы Конвея Co1, Co2[англ.], Co3[англ.]
- Группы Фишера Fi22[англ.], Fi23[англ.], Fi24′ или F3+[англ.]
- Группа Хигмана — Симса[англ.] HS
- Группа МакЛафлина[англ.] McL
- Группа Хельда[англ.] He или F7+, или F7
- Группа Рудвалиса Ru
- Группа Судзуки[англ.] Suz или F3−
- Группа О'Нана[англ.] O’N
- Группа Харады — Нортона[англ.] HN или F5+, или F5
- Группа Лайонса[англ.] Ly
- Группа Томпсона[англ.] Th или F3|3, или F3
- Группа «малый Монстр»[англ.] B или F2+, или F2
- Группа «Монстр» Фишера-Грейса M или F1

Группа Титса T иногда также считается спорадической группой (она почти лиева типа) и по этой причине по некоторым источникам число спорадических групп даётся как 27, а не 26. По другим источникам группа Титса не считается ни спорадической, ни группой лиева типа.
Для всех спорадических групп были построены матричные представления над конечными полями.
Наиболее раннее употребление термина «спорадическая группа» найдено у Бёрнсайда, где он говорит о группах Матьё: «Эти, по всей видимости, спорадические простые группы требуют более тщательного исследования, чем до сих пор получали».
Диаграмма справа основывается на диаграмме Ронана. Спорадические группы также имеют большое число подгрупп, не являющихся спорадическими, но на диаграмме они не представлены ввиду их огромного числа.

## Система
Из 26 спорадических групп 20 находятся внутри группы «Монстр» в качестве подгрупп или подфакторгрупп.

### I. Парии
Шесть исключений J1, J3, J4, O’N, Ru и Ly иногда называют париями.

### II. Счастливое Семейство
Остальные двадцать групп называют Счастливым семейством (название дал Роберт Грайс) и их можно разбить на три поколения.

#### Первое поколение (5 групп) — группы Матьё
Группы Mn для n = 11, 12, 22, 23 и 24 являются кратно-транзитивными группами перестановок n точек. Все они являются подгруппами группы M24, которая является группой перестановок 24 точек.

#### Второе поколение (7 групп) — решётка Лича
Все подфакторы группы автоморфизмов решётки в 24-мерном пространстве, называемой решёткой Лича:
- Co1 — факторгруппа группы автоморфизмов по центру {±1}
- Co2 — стабилизатор вектора типа 2 (то есть длины 2)
- Co3 — стабилизатор вектора типа 3 (то есть длины √6)
- Suz — группа автоморфизмов, сохраняющих структуру (модуль центра)
- McL — стабилизатор треугольника типа 2-2-3
- HS — стабилизатор треугольника типа 2-3-3
- J2 — группа автоморфизмов, сохраняющих кватернионную структуру (модуль по центру).

#### Третье поколение (8 групп) — другие подгруппы Монстра
Состоит из подгрупп, которые тесно связаны с Монстром M:
- B или F2 имеет двойное покрытие, являющееся централизатором элемента порядка 2 в M
- Fi24′ имеет тройное покрытие, являющееся централизатором элемента порядка 3 в M (класс сопряжённости «3A»)
- Fi23 является подгруппой Fi24′
- Fi22 имеет двойное покрытие, которое является подгруппой Fi23
- Произведение Th = F3 и группы порядка 3 является централизатором элемента порядка 3 в M (класс сопряжённости «3C»)
- Произведение HN = F5 и группы порядка 5 является централизатором элемента порядка 5 в M
- Произведение He = F7 и группы порядка 7 является централизатором элемента порядка 7 в M.
- Наконец, Монстр сам по себе считается принадлежащим этому поколению.

(Эта серия продолжается и дальше — произведение M12 и группы порядка 11 является централизатором элемента порядка 11 в M.)
Группа Титса также принадлежит этому поколению — существует подгруппа {\displaystyle S_{4}\times {^{2}}{F_{4}(2)^{\prime }}}, нормализующая 2C2 подгруппу B, порождающая подгруппу
{\displaystyle 2{\cdot }S_{4}\times {^{2}}F_{4}(2)^{\prime }}, нормализующую некоторую подгруппу Q8 Монстра.
{\displaystyle {^{2}}F_{4}(2)^{\prime }} является также подгруппой групп Фишера Fi22, Fi23 и Fi24′ и «малого Монстра» B.
{\displaystyle {^{2}}F_{4}(2)^{\prime }} является подгруппой группы-парии Рудвалиса Ru и не имеет других зависимостей со спорадическими простыми группами кроме перечисленных выше.

## Таблица порядков спорадических групп
| Группа        | Поколение | Порядок (последовательность A001228 в OEIS)             | Значащих цифр | Разложение | Тройка Стандартных генераторов (a, b, ab) | Другие условия                                     |
| ------------- | --------- | ------------------------------------------------------- | ------------- | --- | ----------------------------------------- | -------------------------------------------------- |
| F1 или M      | третье    | 8080174247945128758864599049617107 57005754368000000000 | ≈ 8⋅1053      | 246 • 320 • 59 • 76 • 112 • 133 • 17 • 19 • 23 • 29 • 31 • 41 • 47 • 59 • 71                                     | 2A, 3B, 29                                |                                                    |
| F2 или B      | третье    | 4154781481226426191177580544000000                      | ≈ 4⋅1033      | {\displaystyle 2^{41}\cdot 3^{13}\cdot 5^{6}\cdot 7^{2}\cdot 11\cdot 13\cdot 17\cdot 19\cdot 23\cdot 31\cdot 47} | 2C, 3A, 55                                | {\displaystyle o((ab)^{2}(abab^{2})^{2}ab^{2})=23} |
| Fi24' или F3+ | третье    | 1255205709190661721292800                               | ≈ 1⋅1024      | 221 • 316 • 52 • 73 • 11 • 13 • 17 • 23 • 29                                                                     | 2A, 3E, 29                                | {\displaystyle o((ab)^{3}b)=33}                    |
| Fi23          | третье    | 4089470473293004800                                     | ≈ 4⋅1018      | 218 • 313 • 52 • 7 • 11 • 13 • 17 • 23                                                                           | 2B, 3D, 28                                |                                                    |
| Fi22          | третье    | 64561751654400                                          | ≈ 6⋅1013      | 217 • 39 • 52 • 7 • 11 • 13                                                                                      | 2A, 13, 11                                | {\displaystyle o((ab)^{2}(abab^{2})^{2}ab^{2})=12} |
| F3 или Th     | третье    | 90745943887872000                                       | ≈ 9⋅1016      | 215 • 310 • 53 • 72 • 13 • 19 • 31                                                                               | 2, 3A, 19                                 |                                                    |
| Ly            | пария     | 51765179004000000                                       | ≈ 5⋅1016      | 28 • 37 • 56 • 7 • 11 • 31 • 37 • 67                                                                             | 2, 5A, 14                                 | {\displaystyle o(ababab^{2})=67}                   |
| F5 или HN     | третье    | 273030912000000                                         | ≈ 3⋅1014      | 214 • 36 • 56 • 7 • 11 • 19                                                                                      | 2A, 3B, 22                                | {\displaystyle o([a,b])=5}                         |
| Co1           | второе    | 4157776806543360000                                     | ≈ 4⋅1018      | 221 • 39 • 54 • 72 • 11 • 13 • 23                                                                                | 2B, 3C, 40                                |                                                    |
| Co2           | второе    | 42305421312000                                          | ≈ 4⋅1013      | 218 • 36 • 53 • 7 • 11 • 23                                                                                      | 2A, 5A, 28                                |                                                    |
| Co3           | второе    | 495766656000                                            | ≈ 5⋅1011      | 210 • 37 • 53 • 7 • 11 • 23                                                                                      | 2A, 7C, 17                                |                                                    |
| O'N           | пария     | 460815505920                                            | ≈ 5⋅1011      | 29 • 34 • 5 • 73 • 11 • 19 • 31                                                                                  | 2A, 4A, 11                                |                                                    |
| Suz           | второе    | 448345497600                                            | ≈ 4⋅1011      | 213 • 37 • 52 • 7 • 11 • 13                                                                                      | 2B, 3B, 13                                | {\displaystyle o([a,b])=15}                        |
| Ru            | пария     | 145926144000                                            | ≈ 1⋅1011      | 214 • 33 • 53 • 7 • 13 • 29                                                                                      | 2B, 4A, 13                                |                                                    |
| F7 или He     | третье    | 4030387200                                              | ≈ 4⋅109       | 210 • 33 • 52 • 73 • 17                                                                                          | 2A, 7C, 17                                |                                                    |
| McL           | второе    | 898128000                                               | ≈ 9⋅108       | 27 • 36 • 53 • 7 • 11                                                                                            | 2A, 5A, 11                                | {\displaystyle o((ab)^{2}(abab^{2})^{2}ab^{2})=7}  |
| HS            | второе    | 44352000                                                | ≈ 4⋅107       | 29 • 32 • 53 • 7 • 11                                                                                            | 2A, 5A, 11                                |                                                    |
| J4            | пария     | 86775571046077562880                                    | ≈ 9⋅1019      | 221 • 33 • 5 • 7 • 113 • 23 • 29 • 31 • 37 • 43                                                                  | 2A, 4A, 37                                | {\displaystyle o(abab^{2})=10}                     |
| J3 или HJM    | пария     | 50232960                                                | ≈ 5⋅107       | 27 • 35 • 5 • 17 • 19                                                                                            | 2A, 3A, 19                                | {\displaystyle o([a,b])=9}                         |
| J2 или HJ     | второе    | 604800                                                  | ≈ 6⋅105       | 27 • 33 • 52 • 7                                                                                                 | 2B, 3B, 7                                 | {\displaystyle o([a,b])=12}                        |
| J1            | пария     | 175560                                                  | ≈ 2⋅105       | 23 • 3 • 5 • 7 • 11 • 19                                                                                         | 2, 3, 7                                   | {\displaystyle o(abab^{2})=19}                     |
| M24           | первое    | 244823040                                               | ≈ 2⋅108       | 210 • 33 • 5 • 7 • 11 • 23                                                                                       | 2B, 3A, 23                                | {\displaystyle o(ab(abab^{2})^{2}ab^{2})=4}        |
| M23           | первое    | 10200960                                                | ≈ 1⋅107       | 27 • 32 • 5 • 7 • 11 • 23                                                                                        | 2, 4, 23                                  | {\displaystyle o((ab)^{2}(abab^{2})^{2}ab^{2})=8}  |
| M22           | первое    | 443520                                                  | ≈ 4⋅105       | 27 • 32 • 5 • 7 • 11                                                                                             | 2A, 4A, 11                                | {\displaystyle o(abab^{2})=11}                     |
| M12           | первое    | 95040                                                   | ≈ 1⋅105       | 26 • 33 • 5 • 11                                                                                                 | 2B, 3B, 11                                |                                                    |
| M11           | первое    | 7920                                                    | ≈ 8⋅103       | 24 • 32 • 5 • 11                                                                                                 | 2, 4, 11                                  | {\displaystyle o((ab)^{2}(abab^{2})^{2}ab^{2})=4}  |